# Rotraud
Rotraud ist ein altdeutscher weiblicher Vorname.

## Herkunft und Bedeutung
Rotraud ist ein zweigliedriger, althochdeutscher Name. Das erste Namenselement hruod bedeutet ‚Ruhm‘, während das zweite Namenselement trud ‚stark‘ bedeutet.

## Bekannte Namensträgerinnen
- Rotraud Bauer (1941–2006), österreichische Kunsthistorikerin, Tapisserie-Spezialistin
- Rotraud Harling (* 1941), deutsche Fotografin
- Rotraud von der Heide (* 1942), deutsche Künstlerin und Aktionskünstlerin
- Rotraud von Kulessa (* 1966), deutsche Romanistin und Literaturwissenschaftlerin
- Rotraud A. Perner (* 1944), österreichische Juristin, Psychotherapeutin und evangelische Theologin
- Rotraud Ries (* 1956), deutsche Historikerin, Spezialistin für deutsch-jüdische Geschichte
- Rotraud Schindler (* 1940), deutsche Schauspielerin
- Rotraud Tönnies (1933–2017), deutsche Heimatforscherin und Veterinärin
- Rotraud Wielandt (* 1944), deutsche Islamwissenschaftlerin und Arabistin